# Chema
Chema war als altägyptischer Beamter um 1900 v. Chr. in der Mitte der 12. Dynastie (Mittleres Reich) unter Amenemhet II. ein Bürgermeister und Priestervorsteher  auf Elephantine und der Vater von Sarenput II. Seine Eltern sind unbekannt.
Chema scheint nur kurz amtiert zu haben. Es sind bisher keine Denkmäler aus seiner eigenen Amtszeit bekannt, aber sein Sohn Sarenput II. stiftete ihm einen Schrein und eine Statue im Heiligtum von Heqaib. Der Schrein trägt den Namen von Amenemhet II., unter dem Chema amtiert haben dürfte. Sein Grab konnte bisher nicht gefunden oder identifiziert werden.